# Ivel
Ivel is een Brits historisch merk van motorfietsen.
De bedrijfsnaam was: Don Albone, Ivel Cycle & Motor Works, Biggleswade, Bedfordshire.
Don Albone leverde van 1902 tot 1905 versterkte fietsframes waarbij voor het stuur De Dion- en MMC-motoren geplaatst waren. Dat was in die tijd heel gebruikelijk, want door de Red Flag Act had de Britse motorindustrie zich nog niet ontwikkeld. Men was dus aangewezen op inbouwmotoren van het Europese vasteland. De MMC-motor was weliswaar Brits, maar in licentie van De Dion-Bouton geproduceerd. Rond 1905 maakten de Britten echter een inhaalslag en kwamen de eerste Britse motorfietsmerken met eigen motoren sterk op.